# Tinosu
Tinosu es una comuna ubicada en el distrito de Prahova, Rumania.

## Superficie
Posee una superficie de 18,13 kilómetros cuadrados.

## Demografía
Hasta 2021 la población era de 2138 habitantes, con una densidad de población de 117,9 habitantes por kilómetro cuadrado.